# Hisminas

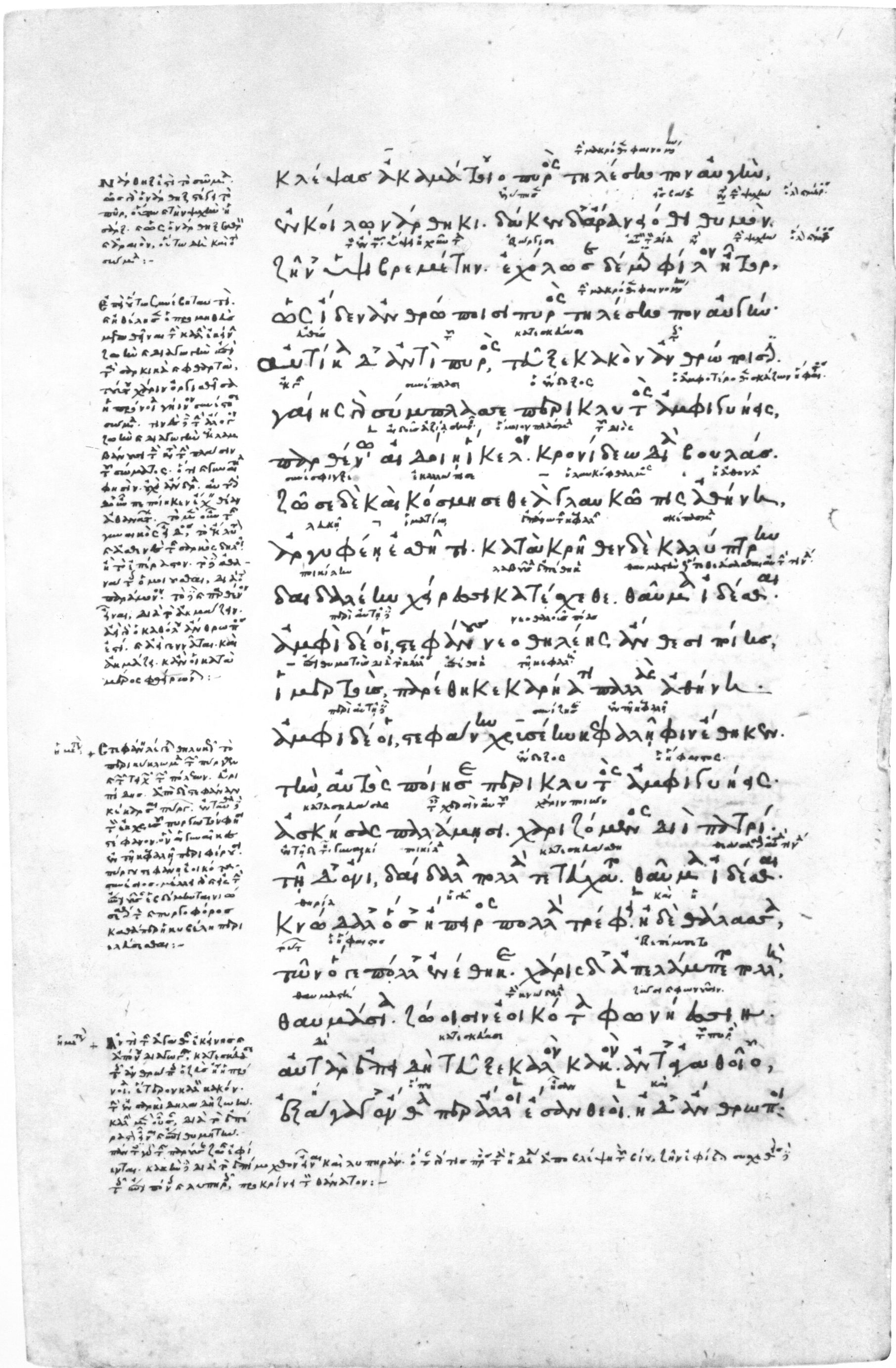
Hesíodo, Teogonia, com escolia, no manuscrito de Veneza, Biblioteca Marciana, Gr. 464, fólio 158v.

As hisminas ou hysmínai (em grego Ὑσμίναι), na mitologia grega, eram daemones que personificavam os combates e as disputas que ocorrem fora dos campos de batalha.
Segundo Hesíodo, eram filhas de Éris (a discórdia) por si mesma, sendo irmã por tanto da multidão de espíritos malignos. Por outro lado, Higino afirma que eram filhas de Éter (o ar) e Gaia (a terra).
Enquanto que suas irmãs os macas representavam os combates armados em um campo de batalha, as Hisminas parecem personificar outro tipo de disputas não marciais: as pelejas corriqueiras ou sem armas. Não obstante o anterior, Quinto de Esmirna as descreve, dando alaridos e emanando suor e sangue, no fragor da guerra de Tróia.